# Čikarí červený
Čikarí červený (Tamiasciurus hudsonicus) je druh hlodavce, který obývá lesy Severní Ameriky, především jehličnaté. Vzhledem i způsobem života připomíná veverku obecnou. Vytváří 25 zeměpisných poddruhů.
Patří k nejmenším druhům veverek: dosahuje délky 28–35 cm (z toho 10–15 cm připadá na ocas) a hmotnosti 200–250 gramů. Má rezavou nebo šedohnědou srst s bílou spodní stranou těla a bílými kruhy okolo očí. Letní srst mívá na bocích černý pruh. Hnízdí převážně v korunách stromů. Období rozmnožování nastává koncem zimy. Březost trvá o něco déle než měsíc a ve vrhu bývá 3–7 mláďat. Novorozenci jsou slepí a holí a váží okolo deseti gramů. Čikarí červený dosahuje pohlavní zralosti ve stáří jednoho roku a může se dožít až sedmi let.
Živí se převážně smrkovými a borovicovými semeny, jeho potravu tvoři také různé plody a semena, houby (je imunní i vůči jedu muchomůrky červené), hmyz a ptačí vejce. Predátory jsou rys kanadský, kojot prérijní, sobol americký, liška šedá a výr virginský.
Nejaktivnější je ráno a navečer. Ozývá se hlasitým cvrlikáním. Na většině areálu se vyskytuje hojně a je bez zákonných omezení loven pro kožešinu i pro maso. Je teritoriálním druhem. Bylo pozorováno, že vnitrodruhová konkurence a s ní spojená produkce stresových hormonů urychluje růst mláďat.